# Asmisapyga warnckei
Asmisapyga warnckei  (лат.) — вид одиночных ос (Eumeninae).

## Распространение
Вид обитает в Восточной Турции (Hakkari), Тунисе.

## Описание
Одиночные осы мелких размеров (9 мм), чёрного цвета с жёлтыми пятнами и перевязями. Конечности желтовато-коричневые. Усики очень длинные, загнутые назад достигают середины брюшка. Род Asmisapyga Kurzenko, 1994 отличается от всех других родов семейства, похож на Polochridium Gussakovskij, 1933 из Восточной Азии. Название вида дано в честь гименоптеролога Dr. K. Warncke, крупного специалиста по пчёлам. В 1996 году был описан близкий вид Asmisapyga guichardi Gusenleitner, 1996. В 2007 году в род были добавлены виды Asmisapyga octoguttata (Dufour, 1849) (=Sapyga octoguttata Dufour, 1849; Испания, Франция) и Asmisapyga buyssoni (Pic, 1928) (=Sapyga buyssoni Pic, 1928; Северная Африка).